# Meggen
Meggen es una comuna suiza del cantón de Lucerna, situada en el distrito de Lucerna en la ribera superior del lago de los Cuatro Cantones. Limita al norte con la comuna de Adligenswil, al este con Küssnacht am Rigi (SZ), Greppen y Weggis, al sur con Lucerna, y Stansstad (NW), y al oeste con Horw y Lucerna.

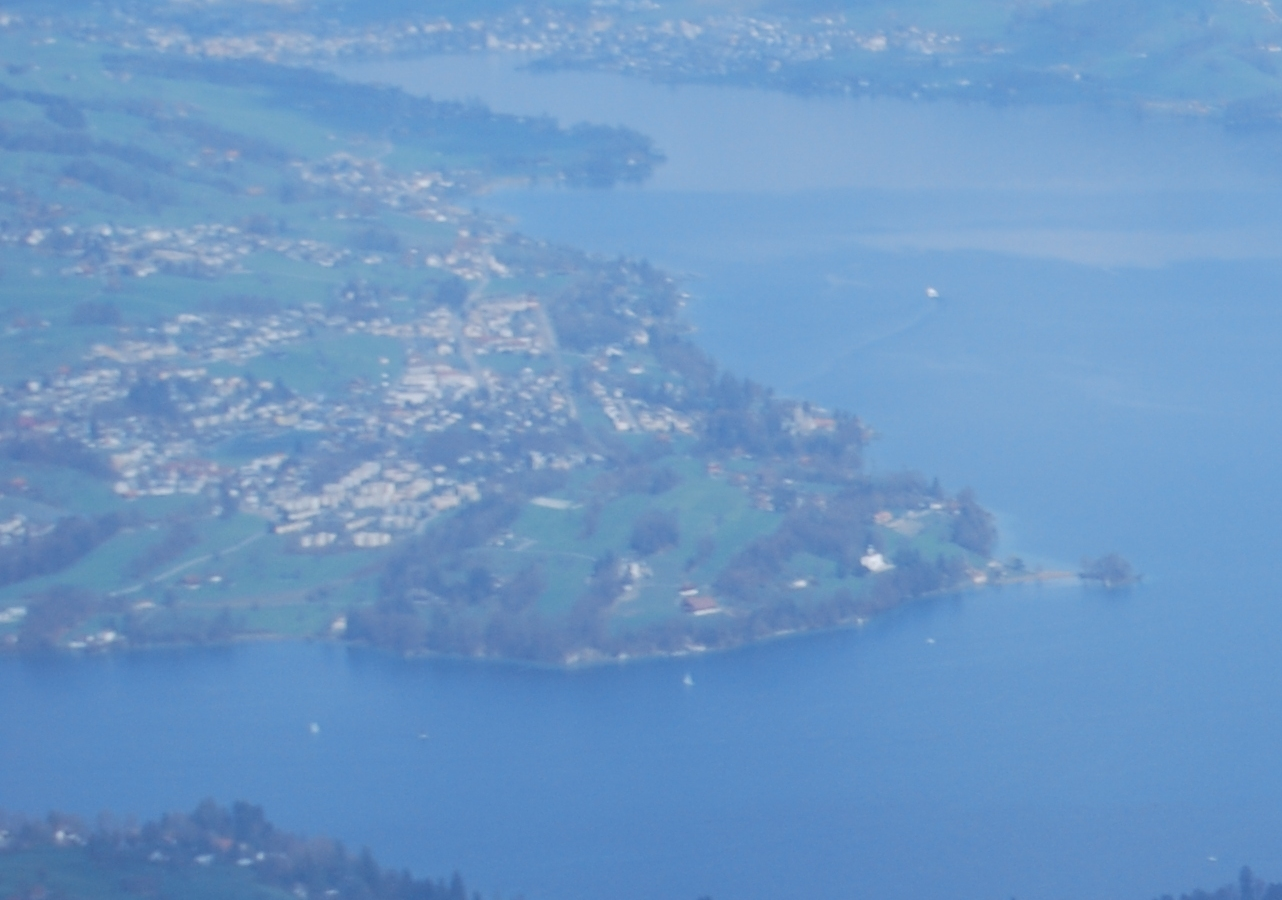
Vista aérea de Meggen.

## Transportes
Ferrocarril
Cuenta con dos estaciones ferroviarias, la estación de Meggen, situada en las afueras del núcleo urbano de Meggen, y la estación de Meggen Zentrum en el centro de la localidad. En ambas paran trenes de cercanías de una línea de la red S-Bahn Lucerna, y en Meggen Zentrum también efectúan parada trenes de larga distancia.